# Hajime Sawatari
Hajime Sawatari (沢渡 朔, Sawatari Hajime, né en 1940) est un photographe japonais, connu pour ses photos de mode et de publicité ainsi que pour ses nus de jeunes filles et de femmes. Il est diplômé de l'université Nihon avec une spécialisation en photographie.
Sawatari est lauréat du « Prix annuel » de l'édition 1973 du prix de la Société de photographie du Japon Nendo Sho pour son livre Nadia qui documente visuellement sa relation amoureuse avec une femme italienne de ce nom. Il remporte un prix en 1979 pour Alice from the Sea. En 1990, il remporté le prix « Kodansha Publication Culture » de photographie pour Taste of Honey.
Ses photographies ont été exposées par de nombreuses institutions, dont le Ginza Wacoal et le musée d'art moderne de Tokyo.
Son livre Alice, une interprétation de l'Alice au Pays des Merveilles de Lewis Carroll, est controversé pour l'entière nudité frontale d'une fille pré pubère.

## Albums d'Hajime Sawatari
- Nadia: Mori no Ningyokan. Japan: Camera Mainichi / Mainichishinbun-sha, 1973. Reprint edition: Japan: Asahi Sonorama, 1977. Édition abrégée : Nadia in Sicily 1971 Ricochet, 2004
- Alice / Arisu. Tokyo, Japan, 1973
- Seiji Ozawa. Japan: Shueisha, 1975
- Alice from the Sea. Tokyo, Japan: Kawade Shobo Shin-sha, 1979
- Taste of Honey. IPC, 1990 (avec Amy Yamada)
- A Girl. Japan: Hysteric Glamour, 2000

## Filmographie
- 2021 : L'Ange blond de Visconti (Världens vackraste pojke), documentaire de Kristina Lindström (sv) et Kristian Petri (sv) : lui-même

## Source
- (ja) Nihon shashinka jiten (日本写真家事典?) / 328 Outstanding Japanese Photographers. Kyoto : Tankōsha, 2000.  (ISBN 4-473-01750-8).